# Rhaphiptera oculata
Rhaphiptera oculata är en skalbaggsart som beskrevs av Pierre Émile Gounelle 1908. Rhaphiptera oculata ingår i släktet Rhaphiptera och familjen långhorningar. Inga underarter finns listade i Catalogue of Life.